# Pont de Bercy
Pont de Bercy (česky Most Bercy) je most přes řeku Seinu v Paříži pro silniční dopravu a pro linku 6 pařížského metra. Spojuje 12. obvod na pravém břehu a 13. obvod na levém. Most je pojmenován po pařížské čtvrti Bercy ležící na pravém břehu.

## Historie
Most Bercy byl postaven v letech 1863–1864 na místě jiného mostu, který již svou nosností nedostačoval provozu. První visutý most zde stál již od roku 1832, aby nahradil dosavadní přívoz.
V roce 1904 byl most rozšířen o 5,5 metru, aby se na něm mohl vystavět viadukt pro linku 6. V roce 1986 bylo rozhodnuto o dalším rozšíření mostu v jeho spodní části určené pro silniční dopravu. Stavební práce začaly v roce 1989 a skončily roku 1992. Most byl rozšířen o dalších 16 metrů.

## Architektura
Na původně zděném mostu o pěti obloucích stojí zděný viadukt pro linku metra. Při posledním rozšíření mostu bylo rozhodnuto zachovat původní styl mostu. Architekt Christian Langlois (1924–2007), specialista na obnovu a rozšíření starých budov, proto navrhl použít železobeton, který byl následně obložen kameny. Délka mostu je 175 metrů, rozpětí oblouku činí 29 metrů. Původní šířka mostu byla 19 metrů, od roku 1992 je užitná šířka 35 metrů a celková šířka 40 metrů.